# Všeborovice
Všeborovice (německy Schobrowitz) jsou část obce Dalovice v okrese Karlovy Vary v Karlovarském kraji. Leží tři kilometry od centra Karlových Varů.

## Historie
První písemná zmínka o Všeborovicích je v daňovém výnosu z roku 1523. Nejstarší část Všeborovic však vznikla dříve jako osada někdy mezi 10. a 12. stoletím a stála v místech horních Všeborovic. Dolní Všeborovice však byly založeny až po roce 1880 z podnětu barona Friedricha Riedl von Riedenstein především kvůli zemědělskému zásobování průmyslové části Dalovic (porcelánka, doly na uhlí). Starší tvary názvu Všeborovic byly Schobrowitz a Šobrovice.

## Obyvatelstvo
Při sčítání lidu v roce 1921 ve vsi žilo 714 obyvatel (z toho 315 mužů), z nichž byl jeden Čechoslovák, 706 Němců a sedm cizinců. Až na patnáct lidí bez vyznání se hlásili k římskokatolické církvi. Podle sčítání lidu z roku 1930 měla vesnice 806 obyvatel: tři Čechoslováky, 796 Němců a sedm cizinců. Kromě sedmi evangelíků a 84 lidí bez vyznání byli římskými katolíky.
| Rok            | 1869 | 1880 | 1890 | 1900 | 1910 | 1921 | 1930 | 1950 | 1961 | 1970 | 1980 | 1991 | 2001 | 2011 | 2021 |
| -------------- | ---- | ---- | ---- | ---- | ---- | ---- | ---- | ---- | ---- | ---- | ---- | ---- | ---- | ---- | ---- |
| Počet obyvatel | 117  | 201  | 223  | 472  | 722  | 714  | 806  | 388  | 437  | 397  | 384  | 268  | 329  | 417  | 413  |
| Počet domů     | 16   | 21   | 23   | 33   | 41   | 45   | 59   | 88   | 88   | 78   | 85   | 71   | 85   | 108  | 127  |

## Obecní správa
Při sčítání lidu v letech 1869–1950 Všeborovice byly samostatnou obcí, se kterým patřily nejprve do okresu Karlovy Vary, ale v roce 1960 v okrese Karlovy Vary-okolí. Od roku 1960 do 31. prosince 1974 byly častí obce Dalovice opět v okrese Karlovy Vary. Od 1. ledna 1975 do 23. listopadu 1990  byly částí statutárního města Karlovy Vary v okrese Karlovy Vary. Od 24. listopadu 1990 jsou opět částí obce Dalovice v okrese Karlovy Vary. V letech 1869–1890 k obci patřila Vysoká.

## Doprava
Všeborovicemi prochází čtyřproudová komunikace (silnice I/13), která vede z Karlových Varů do Ostrova, Jáchymova, Božího Daru.